# Stenopterus rufus
Stenopterus rufus es una especie de escarabajo longicornio del género Stenopterus, tribu, Stenopterini, subfamilia Cerambycinae. Fue descrita por Linné en 1767.

## Descripción
Mide 7-16 mm de longitud.

## Distribución
Se distribuye por Alemania, Armenia, Austria, Bélgica, Bosnia y Herzegovina, Bulgaria, Córcega, Crimea, Croacia, España, Francia, Hungría, islas Canarias, Irán, Italia, Luxemburgo, Macedonia, Malta, Moldavia, Países Bajos, Polonia, Rumanía, Rusia (Europa), Cerdeña, Sicilia, Eslovaquia, Eslovenia, Suiza, Chequia, Turquía y Ucrania.